# 鎮西町
鎮西町（ちんぜいちょう）は、佐賀県の北西部に位置する東松浦郡にあった町。2005年1月1日に唐津市、浜玉町、厳木町、相知町、呼子町、肥前町、北波多村との8市町村で合併し、「唐津市鎮西町」となった。

## 地理
佐賀県北部、東松浦半島の北端部に位置する。北西部の海岸は玄界灘に面し、沖には加唐島、松島、馬渡島が浮かぶ。加唐島と馬渡島は、それぞれ佐賀県の最北端・最西端である。

### 隣接していた自治体
- 唐津市
- 東松浦郡：呼子町、玄海町

## 歴史
- 1592年、豊臣秀吉によって名護屋城が築かれ、朝鮮出兵の拠点となった。江戸時代には唐津藩の領地となる。
- 1889年（明治22年）4月1日 - 町村制施行に伴い、名古屋村・打上村が発足。
- 1922年（大正11年）11月1日 - 名古屋村が名護屋村に改称。
- 1956年（昭和31年）9月30日 - 名護屋村と打上村が合併して町制施行、鎮西町となる
- 2005年（平成17年）1月1日 - 唐津市・東松浦郡浜玉町・厳木町・相知町・北波多村・肥前町・呼子町と合併し、新たに唐津市となる。同日付で鎮西町が廃止。

## 交通

### 道路

#### 一般国道
- 国道204号

#### 道の駅
- 道の駅桃山天下市

#### 県道
主要地方道
- 佐賀県道23号唐津呼子線
- 佐賀県道47号肥前呼子線

一般県道
- 佐賀県道301号波戸岬線
- 佐賀県道310号名護屋港線
- 佐賀県道340号鎮西唐津線

### バス路線
- 昭和自動車
  - 唐津バスセンター - 西唐津駅 - 湊 - 呼子（呼子町）- 名護屋浜 - 波戸岬国民宿舎
  - 唐津バスセンター - 西唐津駅 - 野元 - 名護屋浜
  - 唐津バスセンター - 西唐津駅 - 唐津フェリーターミナル - 小加倉（玄海町） - 玄海エネＰ（玄海町） - 名護屋浜
  - 唐津バスセンター - 西唐津駅 - 岩野 - 菖蒲 - 呼子
  - 呼子 → 打上 → 岩野 → 唐津バスセンター → 唐津東中高前（平日朝1便のみ）
  - 唐津バスセンター → 西唐津駅 → 岩野 → 打上 → 呼子（平日夕方1便のみ）
  - 呼子 → 横竹 → 持山上（→ 小友）→ 呼子台場みなとプラザ → 呼子 → 呼子公民館 → 名護屋浜 → 呼子公民館 → 呼子
  - 呼子 → 名護屋浜 → 値賀 → 唐津青翔高校前（平日朝1便のみ）

### 航路
- 呼子港（呼子町） - 加唐島　※定期船「加唐島丸」
- 呼子港 - 松島　※定期船「新栄」
- 呼子港 - 名護屋 - 馬渡島　※定期船「郵正丸」

### 名所、景勝地、公園など
- 鎮西町国民宿舎「波戸岬」
- 日中不再戦碑（波戸岬）

## 出身者
- 板井典夫 - 愛称:マロン（生まれは長崎県）
- 熊本典道 - 元・裁判官、元・弁護士
- 松浦潟達也 - 1940年代に活躍した、大相撲力士（東京大空襲で、犠牲になった力士の内の1人）
- 荒波秀義 - 1960年代前半に活躍した、大相撲力士
- 波戸ケ崎昇太　元力士